# Theodosios I. Borradiotes
Theodosios I. Borradiotes (griechisch Θεοδόσιος Α΄ Βορραδιώτης) war Patriarch von Konstantinopel (1179–1183).
Theodosios kam aus Antiochien. Er lebte als Asket.
1179 wurde er Patriarch von Konstantinopel. 1183 bat ihn der neue Kaiser Andronikos I. um Zustimmung zur Hochzeit seiner Tochter Irene mit Alexios, einem Sohn des vorherigen Kaisers Manuel I. Komnenos.
Theodosios verweigerte dies und wurde im August abgesetzt.